# Ixtlilton
Ixtlilton est, dans la mythologie aztèque, le dieu de la médecine, de la guérison, du plaisir, des enfants, des fleurs et de la santé, mais aussi des festins, du vin et de l'ivresse Il était considéré comme une divinité paisible et douce. Il était également associé à des aspects de la vie tels que la danse et la voyance. Il ne doit pas être confondu avec Patecatl, le dieu de la guérison et du pulque.
Son culte était diffusé en particulier dans la population montagnarde qui gouvernait les Aztèques.

## Étymologie
Ixtlilton signifie « encre sur le visage », du nahuatl īxtli qui signifie « visage », « œil », tlīlli, qui signifie « encre noire », et -tōn, un suffixe diminutif,.

## Famille
Ixtlilton avait pour frère Macuilxochitl, aussi nommé Xochipilli (« Prince des Fleurs »).

## Rôle et fonctions
Ixtlilton était le dieu de la de la médecine, de la guérison, du plaisir, ainsi que des festins, du vin et de l'ivresse. Il appartenait à un groupe de dieux aztèques du plaisir et du divertissement.
On croyait que si des prières appropriées étaient dites et des sacrifices faits, le dieu fournirait à la personne malade une coupe de boisson curative. Il accordait des grâces particulières aux enfants, étant leur patron.

## Culte
Dans son temple, on trouvait des cruches contenant l'eau dite noire (tlilatl), qui était donnée aux enfants malades. Le prêtre, agissant comme Ixtlilton, apportait de l'eau au domicile des enfants malades. Si la personne guérissait, la famille organisait une fête avec musique et jeux en l'honneur de la divinité, dont la sculpture était apportée au domicile du malade. Pendant cette période, on consommait du pulque, croyant qu'Ixtlilton ouvrait des bocaux frais préparés pour les convives. Le jeu se terminait avec le prêtre aztèque vérifiant les pots d'usage quotidien qui se trouvaient dans la cour de la maison. S'ils étaient trouvés contaminés, le maître de maison était considéré comme menant une mauvaise vie, un voleur ou un adultère, et le prêtre lui donnait alors un masque pour cacher son visage des moqueries de ses amis.

## Dans le calendrier
Ixtlilton était le patron du onzième jour (ozomatli - « singe ») du cycle de vingt jours et de la septième heure du jour.